# Јован Владислав
Јован Владислав (буг. Иван Владислав) је носио титулу цара Бугарске од 1015. до 1018. године. Био је братанац цара Самуила (976—1014), а власт је преузео 1015. године када је убио у лову Самуиловог сина и наследника Гаврила Радомира (1014—1015), затим и његову супругу, док је њиховог сина ослепео. После тога је на превару довео и 22. маја 1016. године наредио убиство српског кнеза Дукље Јована Владимира који је био Самуилов зет, сматрајући га претњом за своју владавину. Владислав је погинуо почетком 1018. године приликом опсаде Драча, после чега се целокупна држава практично предала без борбе, осим неколико војвода које су пробале да пруже герилски отпор Византинцима. Познат је по натпису који је по његовој наредби узидан у Битољску тврђаву који је познат као Битољски натпис.

## Владавина
После неколико пораза од Византије и неуспешног покушаја склапања мира, долази до промене власти у некадашњој Самуиловој држави, вероватно током септембра 1015. године. Самуилов братанац Јован Владислав (син Арона који је по Самуиловој наредби убијен) у лову недалеко од језера Петриска убија свог брата и цара Гаврила Радомира и преузима власт. Да би обезбедио своју власт Владислав убија и његову жену, а њиховог сина ослепљује. Има индиција да је ово учињено уз подршку Византије, јер је Василије II (976—1025) са новим владаром закључио мир, међутим непријатељства су ускоро поново обновљена.
Василије овог пута продире до самог Охрида, али га напади војводе Ивца на његову позадину приморавају да се врати. Ивац се пред царем повукао у планине, након чега се он бацио на заузимање преосталих западних делова Самуиловог царства, заузевши тврђаве Термицу (недалеко од Бањског крај Струмице) и Бојану (поред данашње Софије).
За то време је Јован Владислав (творац чувеног Битољског натписа) у циљу осигуравања своје власти, на превару довукао у Преспу српског кнеза и Самуиловог зета Јована Владимира, где је, према Владимировој хагиографији, убијен на црквеном прагу по Владислављевој наредби 22. 05. 1016. године. Крајем лета Василије је поново покушао да освоји Перник, али се после тромесечне (88 дана) опсаде повукао необављена посла, јер је храбра одбрана предвођена војводом Кракром пружила јуначку одбрану. Током пролећа 1017. године Василије заузима Вишеград, Бер, Острово и Молиск, а потом и Сетину. У борбама око Сетине, показало се колико су се тамошњи Словени плашили Василија, јер су на саму његову појаву побегли из скоро добијене битке против Византинаца предвођених Константином Диогеном.
Почетком 1018. године Јован Владислав се одлучује да крене у офанзиву и са својим трупама напада Драч, али је током борби око града погинуо. Василије је ово одмах искористио и у марту исте године креће на остатке некада моћне државе. Пред цара је у Серу изашао већи број великаша и војвода и предао му своје области изразивши покорност. Цар им је заузврат дозволио да задрже своје области, а некима је доделио и титуле патриција. Међу тим великашима били су и:
- Војвода Кракра, који му је предао неосвојиви Перник и добио титулу патриција
- Војвода Драгомуж, који му је предао Струмицу и добио титулу патриција
- Војвода Богдан, који му је предао унутрашње градове

Василије после тога победнички улази у Охрид и од Владиславове удовице преузима власт од чиме је Самуилово царство и званично престало да постоји. Њу и њихове синове је одвео у Цариград у коме ће одрасти и добити византијске племићке титуле, а један од њих (Алусијан) ће одиграти кључну улогу у слому другог словенског устанка против Византије који је букнуо 1040. године у Београду под Петром Дељаном.
Иако је Василије II Бугароубица ушао у Охрид, иако му се већи део великаша и војвода предао део њих ипак није положио оружје и покушао је да настави борбу, али без претераног успеха. (Види: Борбе Самуилових војвода након 1018. године)

## Црквена политика
Јован Владислав је од својих претходника наследио ново црквено уређење, које је било спроведено још за време Самуилове владавине, путем стварања јединственог црквеног средишта у Преспи, где је крајем 10. века на острву Светог Ахилија подигнут велики саборни (катедрални) храм, који је постао седиште преспанског архиепископа. Натпис из тог храма, који је сачуван само делимично, сведочи да је Преспанска архиепископија око 1000. године обухватала чак осамнаест епархија. Током познијих година Самуилове владавине, када је порастао значај Охрида као центра политичке власти, у тај град је пренето и седиште архиепископије, која је такође сматрана патријаршијом, а такво уређење је задржано и за време владавине Гаврила Радомира и Јована Владислава.